# 循環する海
循環する海（じゅんかんするうみ、英: Circulating Ocean）は、日本の作曲家、細川俊夫が2005年に作曲した管弦楽作品である。

## 作曲の経緯
作品はザルツブルク音楽祭の委嘱を受け作曲された。

## 初演
世界初演は2005年8月20日にオーストリアのザルツブルクで、ザルツブルク音楽祭2005の期間中にワレリー・ゲルギエフ指揮、ウィーン・フィルハーモニー管弦楽団によって初演された。
また日本初演は、2007年11月3日に、大阪府のザ・シンフォニーホールで、準・メルクル指揮、フランス国立リヨン管弦楽団の来日公演において行われた。

## 編成
演奏時間は約22分。
木管楽器
ピッコロ(バスフルート持ち替え)、フルート2(アルトフルート持ち替え)、オーボエ3(イングリッシュホルン持ち替え)、クラリネット3、ファゴット3(コントラファゴット持ち替え)
金管楽器
ホルン4、トランペット3、トロンボーン3、チューバ
打楽器
バスドラム2、タムタム2、ヴィブラフォン、風鈴8、アンティークシンバル、ティンパニ上の鈴（りん）8、トライアングル7、ボンゴ4、トムトム4、グロッケンシュピール
鍵盤楽器
ピアノ(チェレスタ持ち替え)
弦楽器
ハープ、弦楽合奏(16-14-12-10-8)

## 録音
- NAXOSレーベルから「細川俊夫：管弦楽作品集２」 - 準・メルクルの指揮、フランス国立リヨン管弦楽団の演奏で収録されている[2]。